# Salix thomsoniana
Salix thomsoniana är en videväxtart som beskrevs av Anderss.. Salix thomsoniana ingår i släktet viden, och familjen videväxter. Inga underarter finns listade i Catalogue of Life.